# 坂士仏
坂 士仏（さか しぶつ、1327年（嘉暦2年）- 1415年4月12日（応永22年3月3日））は、南北朝時代から室町時代前期の医師である。名は慧勇。別号に健叟。

## 経歴・人物
坂十仏の子として生まれる。家は祖父である坂九仏から代々続く京都の医師の系であった。後に父から家業を継ぎ、十一に因んで士仏という号をもらった。
当時の北朝の天皇であった後光厳天皇や後円融天皇、後小松天皇の侍医となり、後に室町幕府将軍の足利義詮や足利義満、足利義持の侍医ともなった。これによって多くの皇族の診察、治療にあたり、民部卿法印に叙せられる。晩年には「上池院」という号ももらった。子に坂浄快、坂時宗らがおり、孫に允能がいる。